# Almoster (Catalogne)
Pour les articles homonymes, voir Almoster.
Almoster est une commune de la province de Tarragone, en Catalogne, en Espagne, de la comarque de Baix Camp.

## Géographie

### Hydrographie
Principaux cours d'eau :
- Barranc de la Llenguadera ;
- Barranc de Picarany ;
- Riera de la Beurada ou Barranc de l'Abeurada ;
- Riera de la Quadra ou d'Almoster.